# Geelmaskeruil
De geelmaskeruil (Pulsatrix koeniswaldiana) is een vogel uit de familie Strigidae (uilen). Deze vogel is genoemd naar de Duits/Braziliaanse ornitholoog Gustavo Koeniswald.

## Verspreiding en leefgebied
Deze soort komt voor in zuidoostelijk Brazilië, oostelijk Paraguay en noordoostelijk Argentinië.